# Raffaello Ossola
Raffaello Ossola (Locarno, 1955) is een Zwitsers kunstschilder die sinds 1990 in Italië woont.

## Biografie
Ossola heeft een herkenbare stijl, waarin elementen als architectuur, zwembaden, wolken, steenpartijen, struiken en obelisken gedetailleerd in acrylverf voorkomen in een surrealistisch landschap. De stijl maakt gebruikt van projecties waarbij reflecties en lichtinval kenmerkend zijn.

## Werken
Bekende werken van Ossola zijn:
- Sentimento
- Equilibrio Temporale